# Jhon Lucumí
Jhon Jader Lucumí Bonilla (* 26. Juni 1998 in Cali) ist ein kolumbianischer Fußballspieler auf der Position des Innenverteidigers. Aktuell steht er beim italienischen Erstligisten FC Bologna unter Vertrag. 2019 gab er zudem sein Debüt in der A-Nationalmannschaft Kolumbiens.

## Karriere

### Verein
Jhon Lucumi begann 2008 in der Jugend seines Heimatclubs Deportivo Cali mit dem Fußballspielen. Mit Saisonbeginn 2015 wurde er mit einem Vertrag für die erste Herrenmannschaft des Clubs ausgestattet und blieb diesem bis 2018 treu. In der Liga lief er insgesamt 42 Mal für Deportivo auf, wurde einmal nationaler Meister und nahm mit dem Club auch im kolumbianischen Pokal und an der Copa Libertadores 2016 teil. Im Sommer wechselte er zum belgischen Serienmeister KRC Genk in die Division 1A nach Europa. Er erhielt einen Vertrag bis 2022. Zusammen mit seinen Mitspielern wurden er 2019 Belgischer Meister. 2019 nimmt er zudem mit seiner Mannschaft an der Champions League teil. Bei der 2:6-Auftaktniederlage in der Gruppe E gegen den FC Red Bull Salzburg erzielte Lucumí in seinem ersten Champions-League-Spiel sein erstes Tor für seinen belgischen Verein. In der Saison 2020/21 bestritt er 38 von 40 möglichen Ligaspielen für Genk sowie drei Pokalspiele, die mit dem Gewinn des belgischen Pokals endeten. Mitte September 2021 einigte er sich mit Genk um eine Vertragsverlängerung um ein Jahr bis zum Ende der Saison 2022/23. In der Saison 2021/22 bestritt Lucumí 29 von 40 möglichen Ligaspielen für Genk, in denen er ein Tor schoss, ein Pokalspiel und sieben Europapokal-Spiele.
Mitte August 2022 wechselte er weiter zum italienischen Erstligisten FC Bologna mit einem Vertrag mit einer Laufzeit bis Sommer 2025.

### Nationalmannschaft
Lucumí spielte von 2014 bis 2015 insgesamt zwölfmal für die U-17-Auswahl seines Heimatlandes und erzielte dabei einen Treffer. Am 3. Juni 2019 gab er im Freundschaftsspiel gegen die Auswahl Panamas sein Debüt in der A-Nationalmannschaft. Nachdem er seit 2019 nicht mehr in der Nationalmannschaft gespielt hatte, gehörte er beim Freundschaftsspiel gegen Saudi-Arabien am 5. Juni 2022 wieder zum Aufgebot.

## Erfolge
- Kolumbianischer Meister: 2015 (Apertura)
- Belgischer Meister: 2018/19
- Belgischer Pokalsieger: 2020/21
- Italienischer Pokalsieger: 2024/25